# Qualcuno come te
Qualcuno come te (Someone like You...) è un film del 2001 diretto da Tony Goldwyn, basato sul romanzo Il teorema della mucca nuova (Animal Husbandry) di Laura Zigman.

## Trama
Jane Goodale lavora in una piccola stazione televisiva con Eddie, il produttore, e Diane Roberts, la conduttrice di un talk show. Quando arriva un nuovo collega, Ray, Jane si mette insieme a lui. Dopo un po' di tempo, però, Ray rompe con lei proprio quando i due avevano deciso di cercare un appartamento per andare a vivere assieme. Rimasta senza una casa, dato che aveva lasciato la sua in previsione del trasloco con Ray, Jane accetta l'offerta di Eddie di condividere il suo appartamento. Ray intanto torna dalla sua vecchia fidanzata e Jane capisce che quest'ultima è proprio il suo capo, Diane Roberts.
Disperata, Jane cerca di capire come mai gli uomini rompono con le donne ed elabora diverse teorie, paragonando gli uomini alle mucche ed esponendo le sue idee sotto falso nome come psicologa sulla rivista della sua migliore amica, Liz. Dopo il grande successo ottenuto da Jane nei panni della psicologa, Diane la invita al suo talk show. Contemporaneamente, Eddie si accorge di essere innamorato di Jane. Jane partecipa alla trasmissione telefonicamente, per poi intervenire in prima persona e scopreire di essere anche lei innamorata di Eddie, ritrattando così le sue teorie sugli uomini.